# Sergestes extensus
Sergestes extensus är en kräftdjursart som beskrevs av Hanamura 1983. Sergestes extensus ingår i släktet Sergestes och familjen Sergestidae. Inga underarter finns listade i Catalogue of Life.